# بوب كارلوس كلارك
بوب كارلوس كلارك (بالإنجليزية: Bob Carlos Clarke)‏ هو مصور أيرلندي، ولد في 24 يونيو 1950 في مقاطعة كورك في جمهورية أيرلندا، وتوفي في 25 مارس 2006 في لندن في المملكة المتحدة.